# Список персонажів «Azumanga Daioh»
Список персонажів манґи та аніме Azumanga Daioh.

## Персонажі
- Чійо Міхама, або Чійо-чян (яп. 美浜 ちよ) — дівчинка-вундеркінд, що перескочила через п'ять класів, — з початкової школи в старшу. Чійо дуже розумна і відповідальна, весела і доброзичлива, легко сходиться з людьми. Її батьків жодного разу не показують в серіалі (в уяві Сакакі, батько Чійо-чян — це помаранчевий кіт, подарований Осакою на її (Чійо-чян) одинадцятий день народження), але їх постійно згадують. Вони дуже багаті, живуть у великому будинку, мають літній будиночок біля моря. Після переходу в старшу школу Чійо-чян негайно потоваришувала з однокласниками, і, незважаючи на вік, була першою в навчанні (проблеми були тільки з фізкультурою). Ближче до кінця аніме серіалу Чійо-чян трохи видозмінює свою зачіску. У одинадцятому класі Юкарі-сенсей (класна керівниця) призначила Чійо старостою класу. У неї є великий і доброзичливий білий собака Тадакічі-сан. 
 Сейю: Томоко Канеда
- Томо Такіно (яп. 滝野 智) — весела, невтомна на витівки. Її енергія завжди б'є через край, щоправда, в невірному напрямі, що постійно стає джерелом проблем для її найкращої подруги Йомі, з якою вона дружить ще з початкової школи. Іноді вона робить досить дивні вчинки, наприклад, в одній з серій аніме вона носиться школою в костюмі кішки. Вчиться Томо погано, але іноді може, зібравши волю в кулак, показати дива успішності. Ближче до кінця аніме серіалу вона змінює стрижку на коротшу. 
 Сейю: Чіеко Каґучі
- Койомі Мідзухара, або Йомі (яп. 水原 暦) — відмінно вчиться, носить окуляри та постійно намагається вгамувати свою непосидющу подругу Томо. Йомі — гарна спортсменка, спокійна, відповідальна і поводиться як «найдоросліша» зі всієї шістки, у неї лише одна проблема (скоріш уявна) — схильність до повноти, через яку вона місяцями сидить на дієтах, посилено бігає на олімпіадах і з жахом чекає зважування на шкільному медогляді. 
 Сейю: Ріе Танака
- Сакакі (яп. 榊) — висока дівчина з довгим волоссям. У очах однокласників Сакакі — мовчазна, крута спортсменка, добре вчиться. Ніхто не підозрює, що насправді її таємна пристрасть — все миле і кавайне, що вона сама б хотіла бути не високою, спортивною і крутою, а милою і маленькою. Особливо Сакакі подобаються кішки, вся її кімната обвішана плюшевими кішками і майже в кожному домашньому одязі є малюнок кішки, але, на превелику біду дівчини, у її матері алергія на шерсть і вони не можуть тримати вдома котів, а всі навколишні коти, особливо один великий і сірий, відчувають до Сакакі безпричинну ненависть і неприязнь. Ближче до кінця серіалу у неї з'являється кошеня, якого вона назвала Майя. Сакакі також часто гуляє разом з Чійо-чян та її собакою Тадакічі-саном, з яким вона дуже подружилася. 
 Сейю: Ю Асакава
- Аюму Касуґа (яп. 春日 歩), або Осака (яп. 大阪) до переходу в клас до Юкарі-сенсей жила в Осаці. В очах жителів Токіо, всі люди, що живуть в Осаці дуже галасливі, неспокійні, говорять на смішному діалекті японської мови, поїдають пиріжки з восьминогами та перебігають вулицю на червоне світло. Аюму — повна протилежність цьому стереотипу. Сказати, що вона трохи загальмована і володіє дивним мисленням, означає нічого не сказати — вона дуже загальмована, а її логіка впродовж серіалу не раз ставить її подруг в безвихідь, і вона частенько говорить «не в тему». Томо відразу дала новій однокласниці прізвисько «Осака», яка прилипнула до Аюму намертво. Осака погано вчиться, спить на уроках, дещо дивно поводиться, а на фізкультурі поступається навіть Чійо-чян. Але вона досить доброзичлива і незлобива. Це один з найсмішніших і найнеоднозначніших персонажів в аніме. 
 Сейю: Юкі Мацуока
- Каґура (яп. 神楽) — до одинадцятого класу Каґура вчилася в класі Куросави-сенсей (класна керівниця паралельного класу), але Юкарі перетягнула її в свій клас, щоб підсилити його спортивний потенціал. Річ у тому, що Каґура — відмінна спортсменка, входить в команду з плавання, але сильна і в інших видах спорту. Не зважаючи на прекрасні спортивні показники, вчиться вона досить погано. Раніше її суперницею була Сакакі, яка незмінно перемагала на спортивних змаганнях. Після переходу Каґура постійно намагалася налагодити дружні відносини з Сакакі, але це виходило насилу через різницю в характерах та смаках (особливо у ставленні до котів яких Каґура нещадно ганяє). 
 Сейю: Хоко Кувашіма
- Юкарі Танідзакі (яп. 谷崎 ゆかり) — вчителька англійської, класний керівник головних героїв. Юкарі часто приходить в школу пізніше за своїх учнів, рідко стримує свої обіцянки, ледача і любить випити. Вона егоїстична та егоцентрична. Її манера водити машину наводить жах на всіх, хто хоч раз сідав в її автомобіль. Вчилася разом з Мінамо, яку досі зве шкільним прізвиськом — Нямо, часто приходить до неї в гості, знущається з неї, шантажує, позичає в неї гроші, зазвичай не повертаючи. Не зважаючи на всі недоліки, Юкарі важко назвати негативним персонажем, — таких в серіалі немає зовсім, — швидше стихійним лихом. А її безпосередність та щирість навіть викликають симпатію, щоправда, частенько переходять у відверту нечемність. 
 Сейю: Акіко Хірамацу
- Мінамо Куросава (яп. 黒沢 みなも), або Нямо (яп. にゃも) — вчителька фізкультури, колишня однокласниця Юкарі. Мінамо — спокійна, урівноважена, доброзичлива молода жінка. Вона гарний викладач, вкладає душу в свою професію. Юкарі — її найближча подруга і, хоч вона часто її нахабно дістає, вони все одно залишаються друзями. Їх стосунки можна порівняти з відносинами Томо і Йомі. 
 Сейю: Хісакава Ая
- Кімура-сенсей (яп. 木村) — вчитель літератури, ходить у величезних окулярах і говорить дивні речі з постійно відкритим ротом. На питання учнів, чому він став вчителем, Кімура чесно відповів, що йому подобаються старшокласниці. Його найбільша мрія — щоб учениці приходили до нього в купальниках після заняття фізкультурою. Учні так і не можуть зрозуміти, хто ж вчитель літератури насправді: збоченець, який любить підглядати за дівчатами в басейні, або зразковий сім'янин, який разом з красунею-дружиною виховує прекрасну дочку, добровільно займається прибиранням суспільних місць і робить значні благодійні пожертвування. 
 Сейю: Коджі Ішіі
- Каорі (яп. かおり), або Каорін (яп. かおりん) до дванадцятого класу вчилася разом з головними героями. Каорін закохана в Сакакі. До неї вона відчуває те, що можна назвати першим коханням. Вона червоніє, коли та з нею розмовляє, мріє про те, щоб бути разом з нею, — загалом звичайна шкільна закоханість, трохи дивна через те, що і Каорін, і Сакакі — дівчата (хоч для шкільного аніме це звичайний сюжет). Сама Сакакі, звісно, навіть не здогадується про її почуття, а Каорін не може розгледіти справжньої людини під маскою мовчазної і крутої спортсменки. Перехід в клас Кімури-сенсея став для Каорін справжньою трагедією: мало того, що її розлучили з Сакакі, так ще і ненормальний вчитель літератури почав приділяти їй підвищену увагу. 
 Сейю: Сакура Ноґава

| аніме і манґа | Це незавершена стаття про аніме та манґу. Ви можете допомогти проєкту, виправивши або дописавши її. |